# Интини, Уго
Уго Интини (итал. Ugo Intini, 30 июня 1941 года, Королевство Италия — 12 февраля 2024 года, Итальянская республика) — итальянский журналист и политик. Один из известных социалистов в Италии. Дипломат. 

## Биография
Уго Интини родился 30 июня 1941 года.
Окончил юридический факультет университета.
Будучи давним членом Итальянской социалистической партии (ИСП) и близким соратником Беттино Кракси, Уго Интини занимал пост пресс-секретаря ИСП и представителя партии в Социалистическом интернационале. Выступил основателем Итальянской социалистической партии в 1996 году, а в 1998 году присоединился к партии Итальянских демократических социалистов (SDI). Интини возглавлял избирательный список ИСП в регионе Лигурия после Алессандро Пертини и с 1983 по 1994 год трижды избирался в Палату депутатов. В 2001 году он снова был избран депутатом по одномандатному округу Восточной Генуи и занимал эту должность до 2006 года. Он дважды работал в правительстве, возглавляемом левоцентристской коалицией: с 2000 по 2001 год в качестве заместителя секретаря и с 2006 по 2008 год в качестве заместителя министра. После начала расследования дела «Чистые руки» (1992—1993) он продолжал оставаться членом ИСП. По словам сенатора Раффаэллы Паиты, Уго Интини являл пример приверженности делу социализма, от которого он никогда не отказывался, даже в трудные годы после «танджентополи», когда быть членом ИСП казалось позором. В эти годы Интини становился объектом сатиры комика Коррадо Гуццанти в телевизионных программах «Аванци», «Туннель» и «Маи дире гол». Отличительной чертой Уго Интини указывалась любовь к политике, потому что она была политикой, а не потому, что это была власть. Он был одним из тех, кто считал, что для участия в политических баталиях нужно думать, изучать, судить и выбирать, и он умел выбирать.
С 1981 по 1987 год Уго Интини был редактором Avanti!, ежедневной газеты ИСП. Среди написанных им многочисленных книг есть история этой газеты, редакторами которой были Леонида Биссолати, Бенито Муссолини, Антонио Грамши, Пьетро Ненни, Джузеппе Сарагат, Пертини и Кракси.
Уго Интини скончался вечером 12 февраля 2024 года в возрасте 82 лет, находясь в больнице Сан-Раффаэле в Милане.
Был женат, жена — Карла, в браке родился сын Карло.

## Фильмография
- 1990 «La notte della Repubblica»